# Tukangbesisolfågel
Tukangbesisolfågel (Cinnyris infrenatus) är en fågel i familjen solfåglar inom ordningen tättingar.

## Utbredning och systematik
Tukangbesisolfågel förekommer i Tukangbesiöarna och på andra öar utanför sydöstra Sulawesi i Indonesien. Den behandlas som monotypisk, det vill säga att den inte delas in i några underarter. Fågeln kategoriserades tidigare som underart till Cinnyris jugularis, men erkänns sedan 2023 som egen art av både IOC och eBird/Clements.

## Status
IUCN erkänner den ännu inte som egen art, varför dess hotstatus inte bedömts.